# Blinky (film)
Blinky er en amerikansk stumfilm fra 1923 af Edward Sedgwick.

## Medvirkende
- Hoot Gibson som Geoffrey Arbuthnot Islip (Blinky)
- Esther Ralston som Mary Lou Kileen
- Mathilde Brundage som Mrs. Islip
- DeWitt Jennings som Islip
- Elinor Field som Priscilla Islip
- D.R.O. Hatswell som Bertrand Van Dusen
- Charles K. French som Major Kileen